# Senhora do Porto
Senhora do Porto is een gemeente in de Braziliaanse deelstaat Minas Gerais. De gemeente telt 3.635 inwoners (schatting 2009).

## Aangrenzende gemeenten
De gemeente grenst aan Carmésia, Dom Joaquim, Dores de Guanhães, Guanhães en Sabinópolis.